# Ninjago: Tag der Erinnerungen
Tag der Erinnerungen (Originaltitel Day of the Departed) ist ein Special der computeranimierten Fernsehserie Ninjago: Meister des Spinjitzu (seit Staffel 11 nur Ninjago). Die Serie wurde von Michael Hegner und Tommy Andreasen entwickelt. Das Special wurde am 31. Oktober 2016 in Verbindung mit Halloween das erste Mal ausgestrahlt und spielt zwischen den Staffeln Luftpiraten und Meister der Zeit.
Das 45-minütige Halloween-Special ersetzte die Veröffentlichung einer zweiten Staffel für 2016 aufgrund der zu der Zeit laufenden Entwicklung von The LEGO Ninjago Movie, der 2017 veröffentlicht wurde. Das Special konzentriert sich auf die Ereignisse am Tag der Erinnerungen, einem nationalen Feiertag, der in Ninjago gefeiert wird und an dem man sich an geliebte Menschen erinnert. Die Handlung konzentriert sich auf die Cole, der sich Sorgen macht, in seiner Geistergestalt zu verschwinden, und auf seinen Kampf mit dem Hauptgegner Sensei Yang. Während Cole in Yangs Tempel gefangen ist, müssen die Ninja gegen mehrere bösartige Gegner kämpfen, die er versehentlich freigelassen hat.

## Synchronisation
| Rolle                              | Englischer Sprecher  | Deutscher Sprecher   |
| Protagonisten                      | Protagonisten        | Protagonisten        |
| ---------------------------------- | -------------------- | -------------------- |
| Lloyd Garmadon                     | Jillian Michaels     | Christian Zeiger     |
| Kai                                | Vincent Tong         | Wanja Gerick         |
| Jay Walker                         | Michael Adamthwaite  | Tobias Nath          |
| Zane Julien                        | Brent Miller         | Robin Kahnmeyer      |
| Cole                               | Kirby Morrow         | Dirk Stollberg       |
| Nya                                | Kelly Metzger        | Magdalena Turba      |
| Meister Wu                         | Paul Dobson          | Reinhard Scheunemann |
| P.I.X.A.L.                         | Jennifer Hayward     | Claudia Gáldy        |
| Misako Montgomery Garmadon         | Kathleen Barr        | Arianne Borbach      |
| Antagonisten                       |                      |                      |
| Sensei Kodokuna Yang               | Michael Donovan      | Joachim Kaps         |
| Pythor P. III                      | Michael Dobson       | Klaus-Peter Grap     |
| Morro                              | Andrew Francis       | Julien Haggège       |
| Meister Chen                       | Ian James Corlett    | Michael Pan          |
| Samukai                            | Michael Kopsa        | Uli Krohm            |
| General Cryptor                    | Richard Newman       | Thomas Schmuckert    |
| General Kozu                       | Paul Dobson          | Ingo Albrecht        |
| Weitere Charaktere                 |                      |                      |
| Dr. Sander Saunders                | Michael Daingerfield | Lutz Mackensy        |
| Lou                                | Kirby Morrow         | Jaron Löwenberg      |
| Ed Walker                          | Colin Murdock        | Uwe Büschken         |
| Edna Walker                        | Jillian Michaels     | Marina Krogull       |
| Dareth                             | Alan Marriott        | Dennis Schmidt-Foß   |
| Ronin                              | Brian Dobson         | Oliver Siebeck       |
| Die Königlichen Schmiede-Sänger #1 | Jeppe Riddervold     | Achim Götz           |
| Die Königlichen Schmiede-Sänger #2 | Jeppe Riddervold     | Ralf Vornberger      |

## Erscheinung
Ein Trailer zu Tag der Erinnerungen feierte sein Debüt auf dem Lego Ninjago Panel auf der San Diego Comic-Con im Juli 2016. Der Trailer wurde später auf dem LEGO YouTube-Kanal im August 2016 veröffentlicht. Das Special erschien schließlich am 31. Oktober 2016.

## Handlung
Tag der Erinnerungen war ein Halloween-TV-Special, das nach den Ereignissen von Staffel 6 und vor Staffel 7 spielt. Der Tag der Erinnerungen ist ein heiliger Feiertag, den das Volk von Ninjago zum Gedenken an seine gefallenen Vorfahren und Freunde begeht. An diesem Tag teilen sich die Ninja auf, um ihrer Vorfahren zu gedenken und Zeit mit ihren Familienmitgliedern zu verbringen. Während eines Besuchs im Ninjago Geschichtsmuseum stellt Cole (der immer noch ein Geist ist) fest, dass er zu verschwinden beginnt. Nachdem er die Yin-Klinge entdeckt hat, beschließt er, den schwebenden Tempel von Sensei Yang zu besuchen, um den Geist von Meister Yang zu konfrontieren.
Im Tempel benutzt Cole versehentlich die Yin-Klinge, um ein Portal zu öffnen, und befreit damit die Geister der alten Feinde der Ninjas, darunter Samukai, Kozu, Cryptor, Chen und Morro, zu denen sich auch Pythor gesellt. Die Geister ergreifen von ihren Schaufensterpuppen im Ninjago Geschichtsmuseum Besitz, wodurch sie zum Leben erweckt werden. Cole wird im Tempel von Yangs Geisterschülern aufgehalten. Yang sagt den Schurken dann, dass sie in Ninjago bleiben können, wenn sie jeden der Ninja besiegen, die sie besiegt haben. Yang nimmt Cole die Yin-Klinge ab und erklärt, dass er die Klinge benutzen will, um den Spalt der Rückkehr aufzureißen, damit er wiederbelebt werden kann. Die Ninja werden von ihren alten, wiederbelebten Feinden angegriffen, besiegen sie aber erfolgreich einen nach dem anderen. In der Zwischenzeit ist Cole gezwungen, gegen Yangs Schüler zu kämpfen, während er Yang auf das Dach des Tempels folgt. Yang setzt Airjitzu ein, um den Spalt zu erreichen, aber Cole hält ihn auf und sie kämpfen.
Als die Ninja wieder vereint sind, stellen sie fest, dass sie Cole fast vergessen hatten. Sie kehren zum Tempel von Meister Yang zurück, während Cole gegen Yang kämpft. Der Anblick seiner Freunde stärkt Coles Mut und er zerschlägt die Yin-Klinge. Dadurch werden Yangs Schüler befreit, die den Spalt durchqueren und wieder zu Menschen werden können. Yang sagt Cole, dass er in Erinnerung bleiben möchte, aber Cole antwortet, dass man sich an ihn als den Erfinder von Airjitzu erinnern wird. Sie vereinbaren, den Spalt gemeinsam zu durchqueren, aber während des Aufstiegs beschließt Yang, im Tempel zu bleiben, um seine Schulden zu begleichen, und stößt Cole in den Spalt. Die Ninja entdecken bald, dass Cole zurückgekehrt ist, nun wieder in menschlicher Gestalt. Sie feiern die Rückkehr ihres Freundes und beschließen, den Tempel Meister Yangs als ihren neuen Stützpunkt zu nutzen.